# Liste du patrimoine immobilier classé de Waimes
Cette page regroupe l'ensemble du patrimoine immobilier classé de la ville belge de Waimes.
| Objet | Année de construction / Architecte | Adresse             | Section communale | Coordonnées                      | Numéro d’inventaire | Illustration |
| --- | ---------------------------------- | ------------------- | ----------------- | -------------------------------- | ------------------- | --- |
| La base cubique de la colonne Hauptmann |                                    |                     |                   | 50° 29′ 58″ nord, 6° 05′ 42″ est | 63080-CLT-0001-01   | La base cubique de la colonne Hauptmann |
| La colonne dite Boulté |                                    |                     |                   | 50° 31′ 05″ nord, 6° 03′ 53″ est | 63080-CLT-0002-01   | La colonne dite Boulté |
| La borne Luxembourg-Stavelot dans le bois de Sourbrodt |                                    |                     |                   | 50° 29′ 27″ nord, 6° 06′ 30″ est | 63080-CLT-0003-01   | La borne Luxembourg-Stavelot dans le bois de Sourbrodt |
| La borne Luxembourg-Stavelot près de Botrange. |                                    |                     |                   | 50° 30′ 02″ nord, 6° 05′ 38″ est | 63080-CLT-0004-01   | Image manquanteTéléverser |
| Borne Limbourg-Luxembourg-Stavelot, dite Pierre à trois coins |                                    |                     |                   | 50° 30′ 14″ nord, 6° 05′ 27″ est | 63080-CLT-0005-01   | Borne Limbourg-Luxembourg-Stavelot, dite Pierre à trois coins |
| Borne Luxembourg-Stavelot (vers la petite Hesse) |                                    |                     |                   | 50° 30′ 30″ nord, 6° 05′ 04″ est | 63080-CLT-0006-01   | Borne Luxembourg-Stavelot (vers la petite Hesse) |
| Borne Limbourg-Luxembourg (entre les Wéz et les Waidages) |                                    |                     |                   | 50° 30′ 57″ nord, 6° 05′ 14″ est | 63080-CLT-0007-01   | Image manquanteTéléverser |
| Borne Tranchot, dite Pyramide |                                    |                     |                   | 50° 30′ 06″ nord, 6° 05′ 33″ est | 63080-CLT-0008-01   | Borne Tranchot, dite Pyramide |
| Borne T.P. |                                    |                     |                   | 50° 30′ 06″ nord, 6° 05′ 33″ est | 63080-CLT-0009-01   | Borne T.P. |
| La butte et le signal Baltia |                                    |                     |                   | 50° 30′ 06″ nord, 6° 05′ 33″ est | 63080-CLT-0010-01   | La butte et le signal Baltia |
| Le chœur de l'église Saint-Wendelin à Sourbrodt |                                    | Sourbrodt           |                   | 50° 28′ 22″ nord, 6° 07′ 10″ est | 63080-CLT-0011-01   | Image manquanteTéléverser |
| Le tilleul sis au lieu-dit Tiou, à Champagne-Gueuzaine |                                    | Champagne-Gueuzaine |                   | 50° 25′ 35″ nord, 6° 07′ 47″ est | 63080-CLT-0012-01   | Image manquanteTéléverser |
| Ensemble formé par le Château de Reinhardstein et la vallée de la Warche, à Waimes et Malmédy (+ MALMEDY/Bevercé, Reinhardstein)                                                             |                                    |                     |                   | 50° 26′ 52″ nord, 6° 04′ 47″ est | 63080-CLT-0016-01   | Ensemble formé par le Château de Reinhardstein et la vallée de la Warche, à Waimes et Malmédy (+ MALMEDY/Bevercé, Reinhardstein)                                                             |
| Borne Limbourg-Luxembourg (dans les Wéz, près de la Helle) (+ BAELEN/Membach) |                                    |                     |                   | 50° 31′ 22″ nord, 6° 05′ 08″ est | 63080-CLT-0017-01   | Image manquanteTéléverser |
| Borne B-W-KN (+ BAELEN/Membach) |                                    |                     |                   | 50° 31′ 19″ nord, 6° 05′ 09″ est | 63080-CLT-0018-01   | Image manquanteTéléverser |
| Borne B-P.155 (+ JALHAY/Jalhay) |                                    |                     |                   | 50° 31′ 09″ nord, 6° 04′ 01″ est | 63080-CLT-0019-01   | Image manquanteTéléverser |
| Borne B-P.156 (+ JALHAY/Jalhay et BAELEN/Membach) |                                    |                     |                   | 50° 31′ 11″ nord, 6° 04′ 23″ est | 63080-CLT-0020-01   | Image manquanteTéléverser |
| Borne B-P.157 (+ BAELEN/Membach) |                                    |                     |                   | 50° 31′ 18″ nord, 6° 05′ 10″ est | 63080-CLT-0021-01   | Image manquanteTéléverser |
| Ensemble formé par les divers témoins historiques et les abords sur les territoires des communes de Jalhay, Baelen, Waimes et Malmédy (+ BAELEN/Membach, JALHAY/Jalhay et MALMEDY/Xhoffraix) |                                    |                     |                   | 50° 31′ 32″ nord, 6° 02′ 39″ est | 63080-CLT-0022-01   | Ensemble formé par les divers témoins historiques et les abords sur les territoires des communes de Jalhay, Baelen, Waimes et Malmédy (+ BAELEN/Membach, JALHAY/Jalhay et MALMEDY/Xhoffraix) |